# ایجینیو استرافی
ایجینیو استرافی (ایتالیایی: Iginio Straffi؛ زادهٔ ۳۰ مهٔ ۱۹۶۵) یک کارگردان، پویانما و تهیه‌کننده اهل ایتالیا است.